# Selulung
Selulung is een bestuurslaag in het regentschap Bangli van de provincie Bali, Indonesië. Selulung telt 2053 inwoners (volkstelling 2010).